# Agrostis papposa
Agrostis papposa é uma espécie de gramínea do gênero Agrostis, pertencente à família Poaceae.